# Emmerich-Josef-Straße (Mainz)

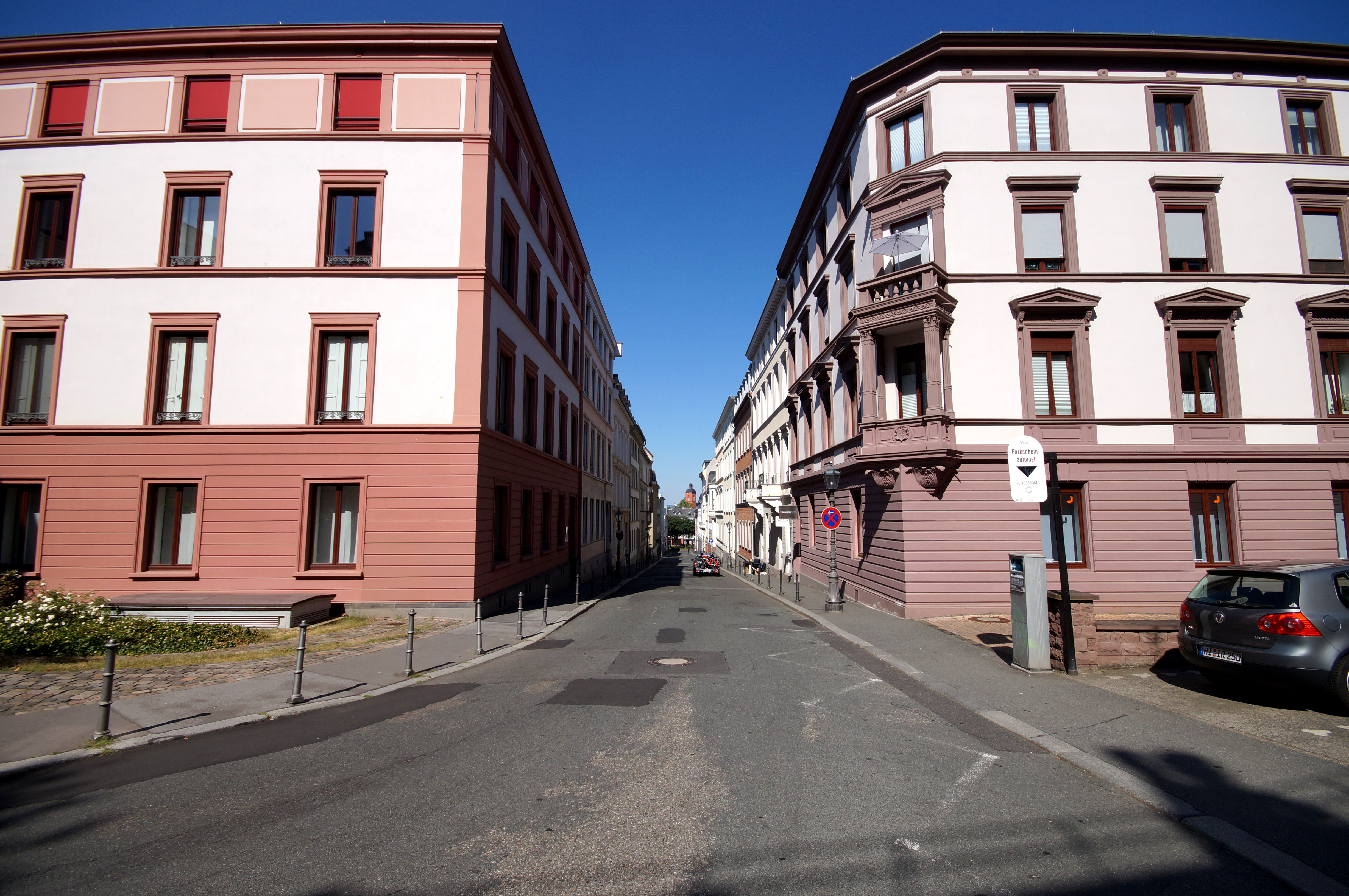
Die Emmerich-Josef-Straße in Mainz-Altstadt: Blick vom Kästrich, zwischen den Baulinien ist die Pfarrkirche St. Quintin zu sehen.

Die Emmerich-Josef-Straße ist eine Innerortsstraße in Mainz-Altstadt. Sie trägt den Namen des ehemaligen Kurfürsten und Erzbischofs Emmerich Joseph von Breidbach zu Bürresheim. Der rund 200 Meter lange Straßenzug gilt heute als Denkmalzone.

## Geschichte

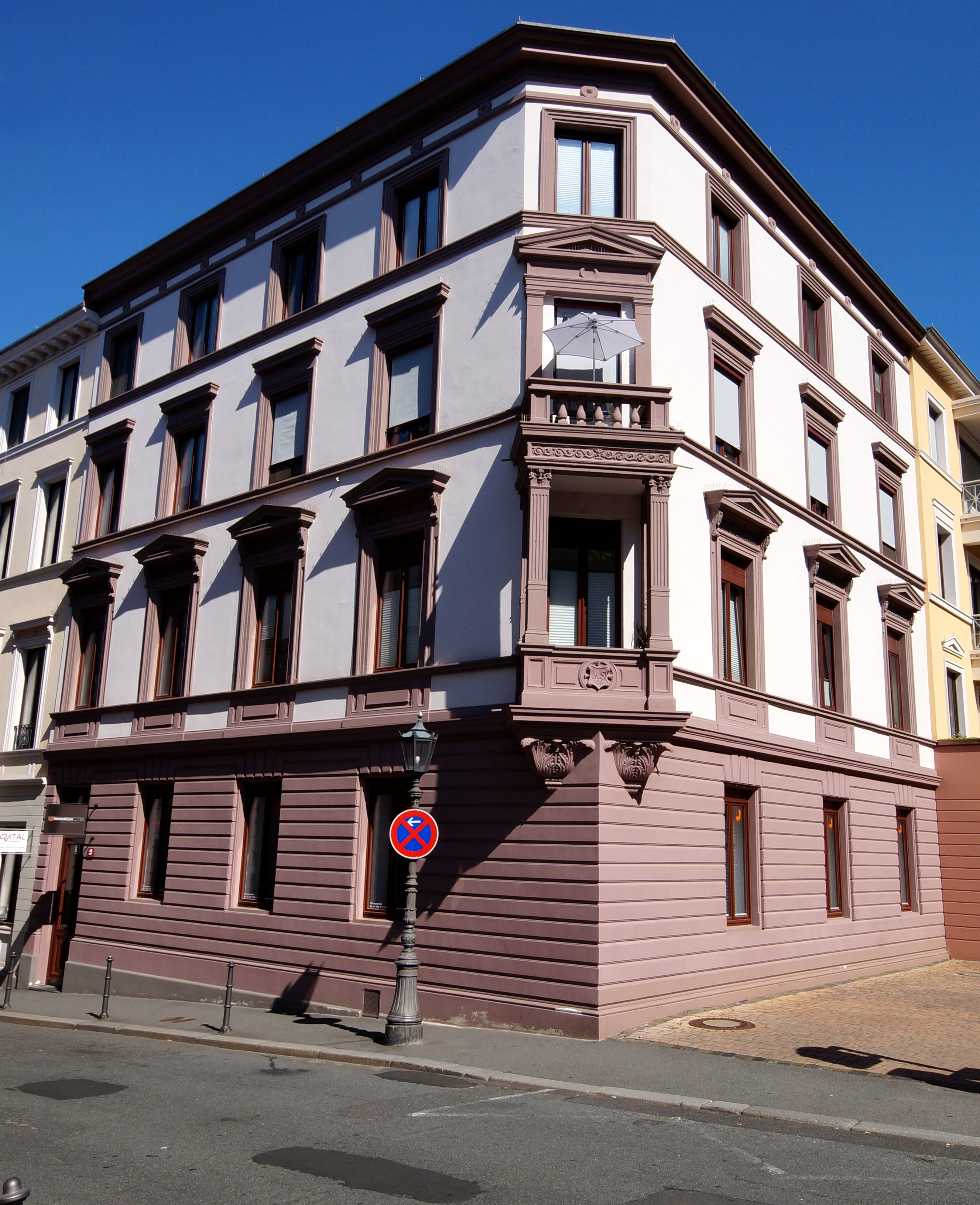
Das Eckhaus Emmerich-Josef-Straße 2 am südwestlichen Ende der Emmerich-Josef-Straße

Die Emmerich-Josef-Straße wurde als erster zum Kästrich führender Verkehrsweg errichtet. Die Bebauung der Straße begann 1845. Bereits vor Errichtung der neuen Kellereianlagen der Sektkellerei Kupferberg, waren hier viele Weinhöfe und Weinkeller angesiedelt, da der Kästrich bis dahin ein innerstädtischer Weinberg war. Heute sind nur noch wenige aktive Kellereien vorhanden. An der Planung der Straße waren mehrere Architekten beteiligt.
1881 wurde das Haus Emmerich-Josef-Straße 5 aufwändig saniert. Es erhielt eine aufwändig gestaltete Fassade mit Stilformen der Neorenaissance.
Aufgrund der Straßenneigung wurden Ende des 19. Jahrhunderts die Gebäude in der Emmerich-Josef-Straße Planierungen unterzogen. Gleichzeitig wurden in den Häusern Emmerich-Josef-Straße 1 bis 3 und 10 Geschosse ausgebaut. Im Zuge dieser Sanierungsarbeiten veränderten sich die Proportionen der Gebäude.

## Architektur

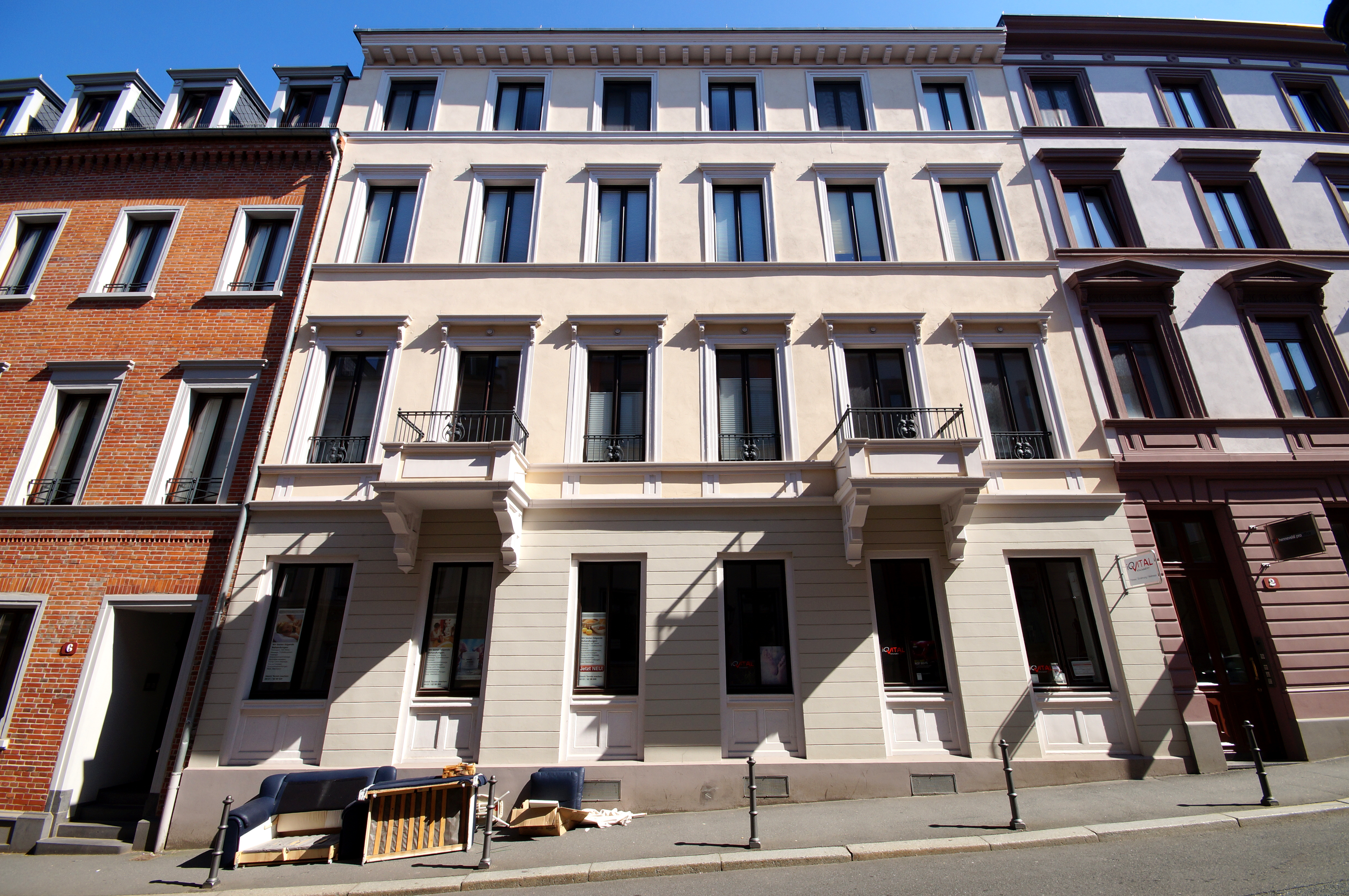
Das Gebäude Emmerich-Josef-Straße 4

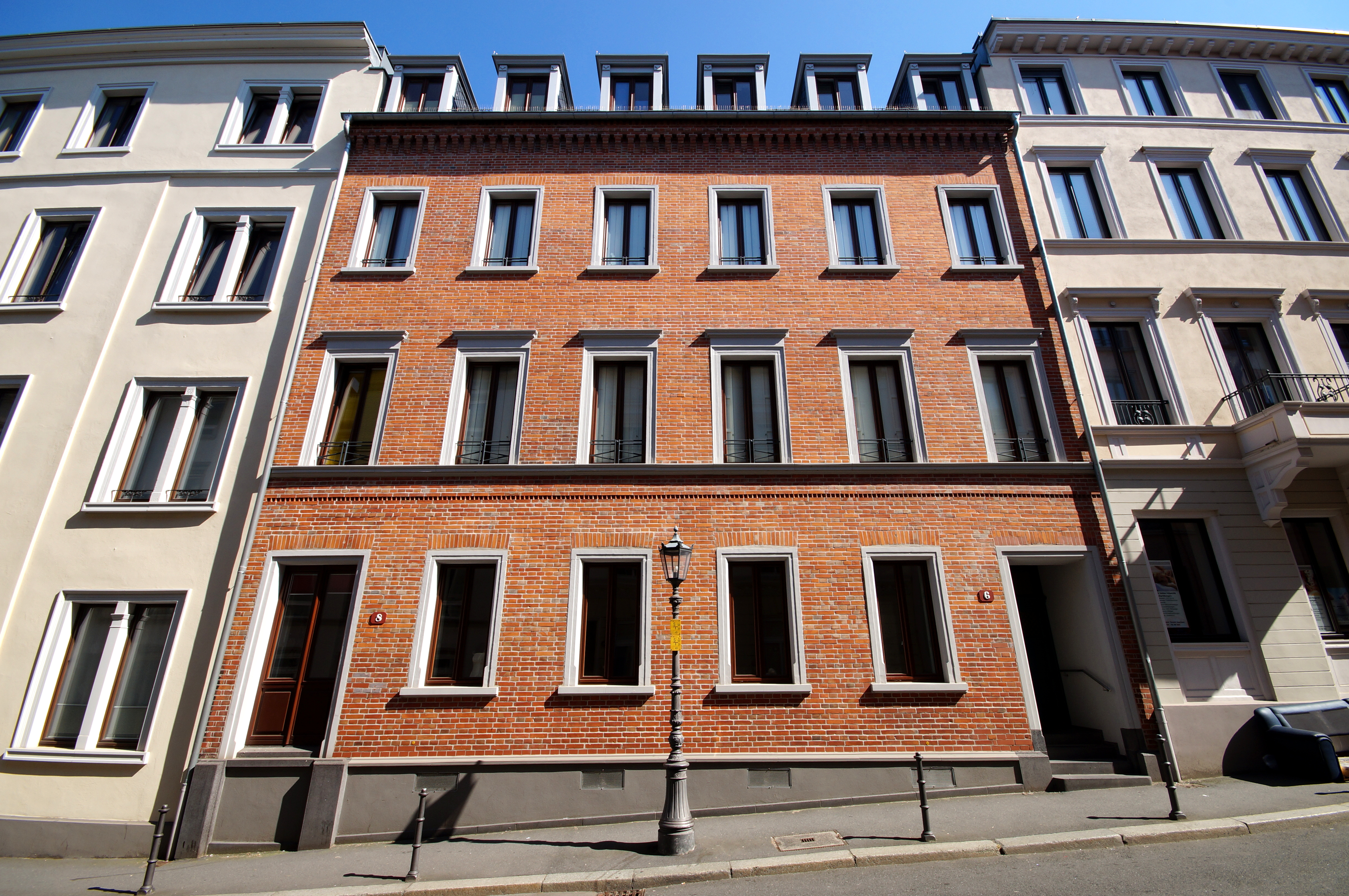
Das Doppelhaus Emmerich-Josef-Straße 6/8

Die Emmerich-Josef-Straße zweigt im Nordosten vom Schillerplatz ab und nach der Kreuzung der Walpodenstraße/Breidenbacherstraße mündet sie vor dem Kästrich in die Terrassenstraße. Die Emmerich-Josef-Straße ist die Hauptachse des sie umgebenden Stadtgebiets. Sie steigt in Richtung des Kästrichs an. Die Emmerich-Josef-Straße nutzt das Hauptkellertor der ehemaligen Mainzer Aktien-Bierbrauerei als Point de vue. Als Gegenpol erscheint in diesem Zusammenspiel die etwas weiter entfernte Kirche St. Quintin. Während im nordöstlichen Teil der Straße kaum noch denkmalwürdige Auffälligkeiten vorhanden sind, sind im südwestlichen Straßenteil noch viele historische Architekturobjekte vorhanden. Die meisten Überreste der historischen Straße befinden sich auf der nördlichen Straßenseite.
Den Kern der Denkmalzone stellen die Gebäude Emmerich-Josef-Straße 1 bis 8 und 10 sowie die Bauwerke Walpodenstraße 1 und Breidenbacherstraße 25 dar. Die Gebäude sind durchgehend repräsentativ, traufständig und sind sich in ihrer Fassadengestaltung sehr ähnlich. In der Straße befinden sich ausschließlich für das Gewerbe und zum Wohnen genutzte Häuser. Bis auf die Gebäude Emmerich-Josef-Straße 2, 4 und das Doppelhaus Emmerich-Josef-Straße 6/8 haben die meisten Bauwerke fünf bis sechs Achsen und mindestens drei Geschosse. Einige Gebäude besitzen zusätzlich ein viertes Geschoss oder haben ein Mezzanin. Durch die Straßenneigung haben die Bauwerke variierende Traufhöhen. Alle Bauwerke in der Emmerich-Josef-Straße außer der Hausnummer 7 haben zu Gruppen gegliederte, rechteckige Fenster, kleine Dächer über der Beletage und Gesims an den Fensterbänken. Das Bauwerk Emmerich-Josef-Straße 7 besitzt Stichbögen im Erdgeschoss. Die Fenster besitzen Ornamente. Unter anderem bei den Gebäuden Emmerich-Josef-Straße 2 und 4 und 6/8 zeigen sich in Verzierungen Stilformen aus der Renaissance. Außerdem wurden bei diesen Gebäuden die Geschosse klarer voneinander abgetrennt. Die Fassaden der Erdgeschosse der Bauwerke Breidenbacherstraße 25, Emmerich-Josef-Straße 2 und 4 wurden rustiziert und optisch deutlich hervorgehoben. Die Häuser Emmerich-Josef-Straße 2 und 4 besitzt Balkone für die Beletage im ersten Obergeschoss.
Der südwestliche Teil der Emmerich-Josef-Straße wurde früher auch als „Obere Hauptstraße“ des Stadtviertels bezeichnet. Der Beginn des südwestlichen Straßenabschnitts wird durch zwei Erker an den Eckhäusern Walpodenstraße 1 und Breidenbacherstraße 25 auf beiden Straßenseiten betont. Der obere Straßenteil bildet zudem durch den Erker an dem Eckhaus Emmerich-Josef-Straße 2 eine geschlossene Baueinheit. Weitere Auffälligkeiten sind die Satteldächer mit Schiefer und Dachgauben bei den Gebäuden Emmerich-Josef-Straße 5 bis 9, die die Zusammengehörigkeit dieses Gebäudeensembles verdeutlichen.

## Bedeutende Bauwerke

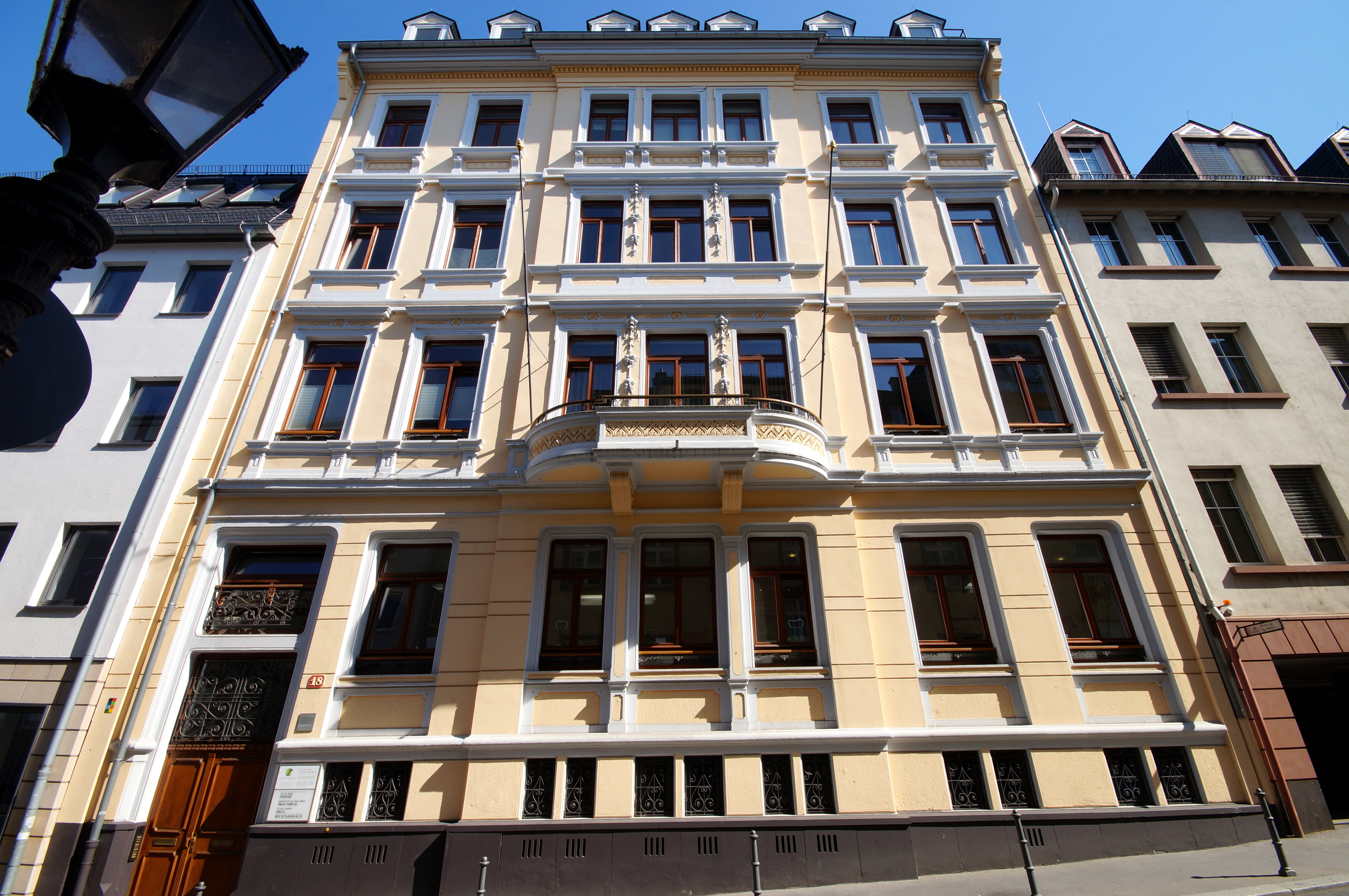
Das sehr prunkvolle Bauwerk Emmerich-Josef-Straße 18

Am südwestlichen Ende der Emmerich-Josef-Straße steht das Gebäude Emmerich-Josef-Straße 3. Es wurde als einer der ersten Häuser im Jahre 1845 erbaut. Das Bauwerk diente sowohl als Wohnhaus als auch als Verkaufsraum für den Weinhandel. Verantwortlicher Baurat war Joseph Roedler. Das Haus wurde mit drei Geschossen und fünf Achsen errichtet. Aufgrund von Platzbedürfnis wurde es im Laufe der Zeit um ein weiteres Stockwerk erweitert. Das Bauwerk besitzt außerdem einen Keller, der aus Sandstein gebaut wurde. Besonderheiten am Bau sind die Gesimse an den Fensterbänken aller Geschosse, die mit Zahnschnitt verschönert wurden. Des Weiteren besitzt das Gebäude zu Reihen gruppierte rechteckige Fenster und eine durch außergewöhnlich hohe Fenster verdeutlichte Beletage. Zudem besitzt der Bau Hausteine, die mit Ornamenten geschmückt worden sind. Weitere Besonderheiten sind an diesem Gebäude Kehlungen, Fries an seinem Gebälk, aufwändig hergestellte Gitter auf den Fensterbänken aus Gusseisen und verzierte Konsolen an der Hauseinfahrt. Stilistisch wird der Bau zwischen dem Klassizismus und dem Historismus eingeordnet.
Neben dem Haus Emmerich-Josef-Straße 3 befindet sich das Bauwerk Emmerich-Josef-Straße 5. Es wurde wie sein Nachbarhaus 1845 mit Plänen von Joseph Roedler erbaut. Es wurde mit drei Geschossen zum Wohnen und für den Handel errichtet. 1881 erhielt das Gebäude nach Plänen des Architekten Gustav Peisker eine neue Fassade mit italienischen Stilformen der Neorenaissance. Architektonische Besonderheiten sind an diesem Bauwerk Gesimse an den Fensterbänken, kleine Dächer über den Fenstern, Fugenschnitte im Erdgeschoss, Stuckfries und Fries in der Art des Laufenden Hundes. Auf der gegenüberliegenden Straßenseite befindet sich das Doppelhaus Emmerich-Josef-Straße 6/8. Es wurde 1861 nach Plänen des Architekten Theodro Heyl erbaut. Diese Jahreszahl wurde am Schlussstein des Kellers der Hausnummer 6, das ein Tonnengewölbe besitzt, bei der Errichtung hinterlassen. Es wurde als Wohnhaus mit je drei Achsen für jede Doppelhaushälfte gebaut. Die Hauseingänge befinden sich an den beiden gegenüberliegenden Seiten des Bauwerks. Im Doppelhaus befinden sich Blankziegel, Hausteinteile in den Fensterbereichen und Klinker. Außerdem wurde der Bau durch Zahnfries, Gesimse an den Fensterbänken und Konsolen verziert. Das Doppelhaus besitzt Schleppgauben. Bis heute sind die originale Raumaufteilung, das Aussehen der Decke in der Beletage und der Kniestock in der Hausnummer 8 erhalten.
Im nordöstlichen Teil der Emmerich-Josef-Straße befindet sich das Gebäude Emmerich-Josef-Straße 18. Es wurde 1865 nach Plänen des Architekten Philipp Anton Elbert errichtet. Es ist traufständig und besitzt vier Geschosse sowie Dachgauben. Der Belag des Gebäudes ist Putz. Das Haus hat sieben Achsen und einen doppelten Keller. Die gelb-weiße Fassade dieses Gebäudes gilt als die am reichsten geschmückte Fassade im ganzen Stadtteil. Ihre Gestaltung stammt aus dem Historismus. Auf der Fassade finden sich Stilelemente, die den Klassizismus und den Barock miteinander verbinden. Die barocken Stilelemente wurden hierbei architektonisch hervorgehoben. Besonders auffällig sind die zahlreichen Gesimse mit Verkröpfungen und Stuckornamente. Die drei mittleren Gebäudeachsen werden durch ein Risalit hervorgehoben. Der Risalit besitzt zahlreiche verzierte Weintrauben mit Stuck im ersten und zweiten Obergeschoss und einen stark geschmückten Balkon im ersten Obergeschoss. Außerdem gibt es Fensterrosen im Inneren der Obergeschosse des Bauwerks. In diesem Zusammenhang wird weiterer Stuck unter der abgehängten Decke der Beletage für wahrscheinlich gehalten. Bis heute haben sich eine Säule aus Gusseisen im Erdgeschoss, Gitterstäbe aus Gusseisen und ein farbiges Mosaik auf dem Boden des Erdgeschosses aus der Zeit des Gebäudebaus erhalten. Diese reichen und aufwändig gestalteten Verzierungen aus dem Historismus sind sehr wertvoll, ihr Auftreten ist heutzutage sehr selten.